# Muyuw jezik
Muyuw jezik (egum, murua, murua dukwayasi, murua kaulae, muruwa, muyu, muyua, muyuwa; ISO 639-3: myw), austronezijski jezik s otoka Woodlark u provinciji Milne Bay, Papua Nova Gvineja. Govori ga 6 000 ljudi (1998; 3 000 monolingualnih), od čega 1 000 do 1 200 dijalektom iwa; ostali dijalekti su yanaba, lougaw (gawa), wamwan i nawyem.
Muyuwski s još dva jezika pripada podskupini kilivila. U upotrebi su i dobu [dob], kilivilski [kij] ili misima-paneati [mpx]. Pismo: latinica.

## Vanjske poveznice
- Ethnologue (14th)
- Ethnologue (15th)